# Ivar Nordkild
Ivar Olaus Nordkild (Vassdal, 14 de mayo de 1941) es un deportista noruego que compitió en biatlón. Ganó tres medallas en el Campeonato Mundial de Biatlón entre los años 1965 y 1971.
Participó en los Juegos Olímpicos de Sapporo 1972, ocupando el cuarto lugar en la prueba por relevos.

## Palmarés internacional
| Campeonato Mundial | Campeonato Mundial           | Campeonato Mundial | Campeonato Mundial |
| Año                | Lugar                        | Medalla            | Prueba             |
| ------------------ | ---------------------------- | ------------------ | ------------------ |
| 1965               | Elverum (Noruega)            | Medalla de oro     | Equipo             |
| 1966               | Garmisch-Partenkirchen (RFA) | Medalla de oro     | Relevos            |
| 1971               | Hämeenlinna (Finlandia)      | Medalla de plata   | Relevos            |